# 市道108號
市道108號（海湖－三重），位於台灣北部的一條市道，西起桃園市蘆竹區海湖，東至新北市三重區竹圍中興橋下，全長共計35.318公里。
- 起點，位於桃園市蘆竹區台15線上
- 順樁11k，桃園市與新北市交界處（原桃園縣與臺北縣交界處）
- 逆樁11k，新北市與桃園市交界處（原臺北縣與桃園縣交界處）

## 行經行政區域
| 桃園市        | 蘆竹區 | 海湖         | 0.000  | 台15線       | 公路起點          |
| 桃園市        | 蘆竹區 | 海湖         | －     | 桃1線        | 桃1線終點         |
| 桃園市        | 蘆竹區 | －           |        |              |                   |
| 桃園市        | 蘆竹區 | 頭前         | －     | 桃5線        | 桃5線起點         |
| 桃園市        | 蘆竹區 | 山腳         | －     | 桃3線        |                   |
| 桃園市        | 蘆竹區 | 公溝         | －     | （地區道路） |                   |
| 桃園市        | 蘆竹區 | 公溝         | －     |              |                   |
| 桃園市        | 蘆竹區 | 公溝         | －     | 桃4-1線      | 桃4-1線終點       |
| 桃園市        | 蘆竹區 | 外社         | －     | （地區道路） |                   |
| 桃園市        | 蘆竹區 | 頂社         | －     | （地區道路） |                   |
| 桃園市        | 蘆竹區 | 頂社         | －     |              |                   |
| 桃園市        | 蘆竹區 | 頂社         | －     | 桃2-1線      | 桃2-1線終點       |
| 桃園市        | 蘆竹區 | －           |        |              |                   |
| 桃園市        | 蘆竹區 | 貓尾崎       | －     | （地區道路） |                   |
| 桃園市        | 蘆竹區 | 貓尾崎       | －     |              |                   |
| 桃園市        | 蘆竹區 | 貓尾崎       | －     | （地區道路） |                   |
| 新北市        | 林口區 | 南勢埔       | －     | 北77-1線     | 北77-1線終點      |
| 新北市        | 林口區 | 東湖         | －     | 市道105號    |                   |
| 新北市        | 林口區 | 林口市區     | －     | 市道106號    |                   |
| 新北市        | 林口區 | 粉寮         | －     | 北51線       | 北51線終點        |
| 新北市        | 林口區 | 粉寮         | －     | 北58線       | 北58線起點        |
| 新北市        | 五股區 | 五股坑       | －     | 北53線       | 北53線終點        |
| 新北市        | 五股區 | 壟鉤坑       | －     | 北57線       | 北57線起點        |
| 新北市        | 五股區 | 壟鉤坑       | －     |              |                   |
| 新北市        | 五股區 | 壟鉤坑       | －     | （地區道路） |                   |
| 新北市        | 五股區 | －           |        |              |                   |
| 新北市        | 五股區 | 冷水坑       | －     | （地區道路） |                   |
| 新北市        | 五股區 | 五股市區     | 26.180 | 市道107號    |                   |
| 新北市        | 五股區 | 五股市區     | 27.472 | 市道107甲線  |                   |
| 新北市        | 五股區 | －           |        |              |                   |
| 新北市        | 五股區 | 更寮         | －     | （地區道路） |                   |
| 新北市        | 五股區 | 五股二交流道 | －     | 台64線       |                   |
| 新北市        | 五股區 | －           |        |              |                   |
| 新北市        | 五股區 | 更寮         | －     | （地區道路） | 僅設東出西入      |
| 新北市        | －     |              |        |              |                   |
| 新北市        | 蘆洲區 | 南港         | －     | （地區道路） |                   |
| 新北市        | 蘆洲區 | 中路         | －     | 北125線      | 與北125線共線起點 |
| 新北市        | 蘆洲區 | 車路         | －     | 北125線      | 與北125線共線起點 |
| 新北市        | 五股區 | 褒仔寮       | －     | 北125線      | 與北125線共線終點 |
| 新北市        | 三重區 | 大有         | －     | 北65線       | 與北65線共線起點  |
| 新北市        | 三重區 | 陡門頭       | －     | 北65線       | 與北65線共線終點  |
| 新北市        | 三重區 | 田心         | －     | 市道104號    |                   |
| 新北市        | 三重區 | 過圳         | －     | 北67線       | 北67線終點        |
| 新北市        | 三重區 | 菜寮         | 33.933 | 台1甲線      |                   |
| 新北市        | 三重區 | 同安厝       | －     | 台1線        |                   |
| 新北市        | 三重區 | 竹圍         | 35.318 | 市道104號    | 公路終點          |
| 共線 半套匝道 |        |              |        |              |                   |

## 沿線路名
- 海山路
- 山林路
- 南勢街
- 文化北路
- 仁愛路
- 粉寮路
- 五林路
- 民義路
- 中興路四段～三段
- 永安南路
- 四維路
- 中興路一段
- 中正北路
- 中正南路

## 沿線設施與景點
- 海湖坑口工業區
- 桃園市立山腳國民中學
- 桃園市蘆竹區外社國民小學
- 桃園市蘆竹區頂社國民小學
- 新北市林口區南勢國民小學
- 新北市立新北特殊教育學校
- 新北美國學校
- 新北市立林口國民中學
- 新北市立林口高級中學
- 新北市林口區公所
- 醒吾科技大學
- 新北市五股區五股國民小學
- 新北市五股區公所
- 五股二交流道（台64線）
- 新北市立三重高級商工職業學校
- 新北市三重區重陽國民小學
- 新北市立明志國民中學